# Live from the Bataclan
Live from the Bataclan — концертний мініальбом американського виконавця Джефа Баклі, який був записаний на початку 1995-го року, у паризькому театрі Батаклан.

## Композиції
1. «Dream Brother» (Баклі, Грондаль, Джонсон) — 7:26
2. «The Way Young Lovers Do» (Van Morrison) — 12:12
  - Містить невеличку імпровізацію пісні «Ivo» (Cocteau Twins) at about 9:10
3. «Medley» — 5:40
  - «Je N'en Connais Pas la Fin» (Raymond Asso, Marguerite Monnot) — 5:40
  - «Hymne à l'amour» (Monnot, Едіт Піаф) — 5:40
4. «Hallelujah» (Леонард Коен) — 9:25